# Phare de Dixon Hill
Le phare de Dixon Hill est un phare actif situé sur l'île de San Salvador (district de San Salvador), aux Bahamas. Il est géré par le Bahamas Port Department 

## Histoire
San Salvador est une île isolée du sud-est des Bahamas. L'île est traditionnellement identifiée comme le lieu du premier débarquement de Christophe Colomb en Amérique le 12 octobre 1492, bien que récemment des historiens aient remis en question cette identification.
Le phare, datant de 1887, est situé sur le point culminant de l'île, au nord-est de celle-ci. Les deux maisons d'origine d'un étage des gardiens sont toujours occupées par des gardiens qui s'occupent de l'allumage du feu..

## Description
Ce phare est une tour conique en maçonnerie, avec une galerie et une lanterne, de 22 m de haut. La tour est totalement blanche. Il émet, à une hauteur focale de 50 m, deux éclats blancs par période de 10 secondes. Sa portée est de 23 milles nautiques (environ 43 km).
Identifiant : ARLHS : BAH-015 - Amirauté : J4738 - NGA : 110-12288 .
|              |
| San Salvador |

### Lien connexe
- Liste des phares des Bahamas